# Слав Георгиев Караславов
Вижте пояснителната страница за други личности с името Слав Караславов.
Слав Георгиев Караславов е български писател и сценарист.

## Биография
Роден е на 27 март 1932 г. в град София. Син е на писателя академик Георги Караславов. През 1949 г. завършва Втора софийска мъжка гимназия, а след това отива във Военното училище в София през 1951 г. През 1953 г. е във Военната академия. След това завършва руска филология в Софийския университет. През 1964 г. завършва кинодраматургия и кинознание в Москва.
Редактор е в сп. „Наша родина“ (1954 – 1955), в. „Работническо дело“ (1956 – 1958), сп. „Пламък“ (1964), в. „Народен спорт“ (1956), главен редактор на Студията за научнопопулярни филми към Българска кинематография (1964 – 1971), редактор в сп. „Съвременник“ (от 1974 г.).
Слав Караславов е известен с няколко сценария на български филми.
Член на Българската комунистическа партия и на Съюза на българските писатели.
Умира на 14 април 2000 г. в София.

## Филмография
- Танго (1969), съсценарист е Георги Караславов
- Татул (1972)
- Селкор (1974), съсценарист е Георги Караславов
- Снаха (1976)
- Ленко (1979)